# 庵东镇
庵东镇，是中华人民共和国浙江省宁波市慈溪市下辖的一个乡镇级行政单位，因清道光二十八年（1848年），在六塘北建万嵩庵，香火渐盛，庵之东形成街市，故得名庵东:186，由前湾新区托管。
庵东镇内设有庵东导航台，1999年7月1日投入使用，为进出上海终端区机场（虹桥机场、浦东机场）进离场航班及过境航班提供导航服务。同时庵东空域也是杭州进近、宁波进近、上海终端的交际处，多航路汇聚运行、交通流量大。

## 历史
明、清时属余姚县云柯乡、梅川乡、上林乡、孝义乡，清宣统元年（1909年）调整为云漾乡、云和乡、云潭乡、柯东乡、保德乡、胜山乡、林西乡、义四乡、义五乡，民国十七年（1928年）设五区、六区、七区，民国十九年（1930年）设庵东区、庵东镇、柯中乡、漾东乡、崔陈乡、仁寿乡、福缘乡、孝女乡、东三乡，民国二十九年（1940年）改为庵东镇、崇三乡、福寿乡、大云乡、义西乡、曹娥乡、胜山乡，属庵东区，1949年5月设庵东区人民政府，1950年4月庵东镇、东一乡、东二乡、东三乡、西一乡、西二乡、西三乡、崇寿乡、高兴乡以及崇胜乡、沧田乡部分设立庵东盐区（县级特区），棉区部分划入余姚县逍林区、浒山区、周朝区，1953年7月庵东盐区改为区级特区，划归余姚县，崇寿乡划入浒山区，高兴乡划入周朝区，周朝区庵东乡并入庵东镇，1954年10月庵东盐区改为宁波专区直属，1956年6月划归慈溪县，改为区公所，1958年10月改为光明人民公社一大队、二大队、三大队、四大队、五大队、六大队、七大队，1959年2月改为庵东人民公社庵东管理区、东一管理区、东二管理区、东三管理区、西一管理区、西二管理区、西三管理区，1959年7月恢复庵东镇，1961年11月改为庵东区庵东公社、东一公社、东二公社、东三公社、西一公社、西二公社、西三公社以及逍林区胜北公社部分，1969年3月庵东区、长河区合并为庵长地区，1971年1月撤销庵长地区，恢复庵东区，1981年4月庵东公社改为庵东镇，1983年9月公社改为乡，1992年5月撤销庵东区，东一乡、西一乡、西二乡并入庵东镇，2004年4月新东村、新舟村、马中村、兴陆村由慈溪经济开发区托管，2010年4月起由杭州湾新区（今前湾新区）托管，2011年11月崇寿镇富北村、海南村、三洋村；新浦镇马潭路村、下一灶村、浦东村；周巷镇路湾村、西三村连同围垦区域73.72平方千米划入庵东镇:24、287、581，2024年11月划出双浦社区、越林湖社区、越溪湖社区、观塘社区、香溪社区、清鹭社区、汀湖社区、双岚社区、揽月社区、观澜社区、江汇社区、博海社区、望海潮社区、水鹭湾社区，设立陆中湾街道。

## 行政区划
庵东镇下辖以下地区：
振东社区、宏兴社区、元祥社区、马中村、元祥村、江南村、兴陆村、华兴村、宏兴村、虹桥村、海星村、桥南村、珠江村、振东村、富民村、新东村、新建村和新舟村。